# تشارلز لورينغ جاكسون
تشارلز لورينغ جاكسون (بالإنجليزية: Charles Loring Jackson)‏ هو كيميائي أمريكي، ولد في 4 أبريل 1845 في بوسطن في الولايات المتحدة، وتوفي في 31 أكتوبر 1935.